# 41 Daphne
A 41 Daphne a Naprendszer kisbolygóövében található aszteroida. Hermann Mayer Salomon Goldschmidt fedezte fel 1856. május 22-én.